# Alfa Romeo 8C Competizione
Alfa Romeo 8C Competizione/Spider — спортивные автомобили компании Alfa Romeo. Competizione впервые был представлен как концепт-кар в 2003 году на автосалоне во Франкфурте. Продажи серийной версии начались в 2007 году. Тираж по 500 штук закрытой и открытой версии. Суммарно было изготовлено 1000 штук.

## Концепт-кар 2003 года
8C Competizione была показана на Франкфуртском автосалоне в 2003 году. Линии этого двухместного автомобиля напоминают стиль Alfa Romeo 1930-х и 1940-х годов, а название Competizione — отсылка к 6C 2500 Competizione 1948 года, участвовавшей в 1949 и 1950 годах в гонках Милле Милья (оба раза третья).

## Характеристики
| Максимальная скорость | 292 км/ч              |
| 0-100 км/ч            | 4,2 сек.              |
| 400 метров            | 12,4 сек.             |
| Тип                   | V8                    |
| Объём                 | 4,7 л (4691 см³)      |
| Мощность              | 450 л. с.             |
| Крутящий момент       | 480 Н·м @ 4750 об/мин |
| Боковое ускорение g   | 1,02 g                |

## Распределение продукции
| Страна         | Количество |
| -------------- | ---------- |
| США            | 84         |
| Италия         | 84         |
| Германия       | 81         |
| Япония         | 69         |
| Великобритания | 41         |
| Франция        | 39         |
| Швейцария      | 35         |
| Нидерланды     | 10         |
| Гонконг        | 5          |
| Австралия      | 3          |
| Новая Зеландия | 1          |
| Другие         | 48         |
| Всего          | 500        |